# Anders Buen
Anders Johnsen Buen, född 24 februari 1864, död 17 juli 1933, var en norsk journalist och politiker.
Buen var ursprungligen typograf, redaktionssekreterare i Social-Demokraten 1898, chefredaktör 1900-1003, redaktör för Ny Tid i Trondheim 1903-1912, för Tröndelag Social-Demokrat 1922-1927. Buen tillhörde Stortinget 1906-1921 som representant för socialdemokraterna, 1913-15 som vicepresident i Odelstinget, 1919-1921 som stortingspresident. Buen var 1915-21 ledare av den socialdemokratiska stortingsgruppen och hade betydande andel i den utveckling, som förde till partiets sprängning 1921.